# Doroteia Sofia de Hesse-Darmstadt
Doroteia Sofia de Hesse-Darmstadt (14 de janeiro de 1689 - 7 de junho de 1723) foi uma nobre alemã da casa de Hesse-Darmstadt.

## Família
Doroteia Sofia era a filha mais velha do conde Ernesto Luís, Conde de Hesse-Darmstadt e da marquesa Doroteia Carlota de Brandemburgo-Ansbach. Os seus avós paternos eram Luís VI, Conde de Hesse-Darmstadt e a duquesa Isabel Doroteia de Saxe-Gota-Altemburgo. Os seus avós maternos eram o marquês Alberto II de Brandemburgo-Ansbach e a princesa Sofia Margarida de Oettingen-Oettingen.

## Casamento
Doroteia casou-se com o conde João Frederico de Hohenlohe-Öhringen, um ramo menor da Casa de Württemberg.